# قراءة آرامية سريانية للقرآن (كتاب)
قراءة آرامية سريانية للقرآن (بالإنجليزية: The Syro-Aramaic Reading of the Koran) هو كتاب لكريستوف لكسنبرغ. يأخذ هذا الكتاب طريقة بحثية في فقه اللغة التاريخي والمقارن philology وناقدة لنصوص القرآن ويعتبر كتابا مثيرا للجدل، في مجال فقه التاريخي للغة القرآن. أثار هذا الكتاب جدلا عالميا حول تاريخ وفقه اللغة التاريخي والتفسير الصحيح للقرآن وقد تلقّى تغطية كبيرة في وسائل الإعلام الرئيسية وبشكل غير معتاد لكتاب في فقه اللغة التاريخي والمقارن (الفيلولوجيا).

## النظرية المطروحة
يطرح الكتاب نظرية أن محتويات أقسام حساسة من القران قد قرأت بشكل خاطيء وبشكل منتشر من قبل الأجيال المتعاقبة من القراء خلال اعتماد شامل وخاطئ في نفس الوقت على الاعتقاد بأن اللغة العربية الكلاسيكية كونت الأساس للقرآن بينما يدل التحليل اللغوي للنص ان سيادة اللغة الآرامية السريانية إلى حد القرن السابع كونت أساسا أقوى لأصل الكلمات لمعرفة المعنى.
مما يثير الاهتمام في بقايا اللغة العربية المكتوبة المبكرة إنها افتقدت علامات لحروف العلة وعلامات التشكيل، والتي لاحقا ستمكننا من تمييز معنى، على سبيل المثال بـ تـ نـ يـ (أسلوب كتابة منقوص)، ولهذا كانت الكتابة العربية معرّضة لإساءة التفسير. أضيفت علامات التشكيل خلال منعطف القرن الثامن بأمر من الحجاج بن يوسف أمير العراق (694-714).
أشار لكسنبرغ، كما أشار من قبله من الباحثين، أن القران يحتوي على الكثير من الكلمات والتعابير الغامضة وغير القابلة للتفسير. وهو يشدد على انه حتى علماء المسلمين يجدون بعض الفقرات صعبة من ناحية إعراب معناها وأنهم قد ألفوا أكواما من التعليقات القرآنية في محاولتهم لتفسير هذه الفقرات. ورغم ذلك كان الافتراض خلف كل محاولاتهم أن أي فقرة (قرانية) هي صحيحة، ذات معنى وعربية صرفة، وانه من الممكن تفسيرها بالطرق الفقهية الإسلامية التقليدية. اتهم لوكسنبرغ المتخصصين الأكاديميين الغربيين باتخاذ توجه فاتر ومشابه (للفقهاء) باعتمادهم بصورة كبيرة على الأعمال المتحيزة لفقهاء المسلمين.
فرضية الكتاب هي أن القران لم يكن في البداية مكتوبا بصورة كليّة باللغة العربية ولكن بمزيج من العربية والسريانية (السورية القديمة)، اللغة المنطوقة والمكتوبة السائدة في الجزيرة العربية خلال القرن الثامن.
| قراءة آرامية سريانية للقرآن (كتاب) | " ما نعنيه باللغة السورية الآرامية (في الحقيقة السريانية) أنها فرع من الآرامية في الشرق الأدنى كان منطوقا أصلا في الرها وفي المنطقة المحيطة بها في شمال ما بين الرافدين في (سوريا) وسائدة كلغة مكتوبة من بداية التنصير إلى نشأة القران. لأكثر من ألفية كانت اللغة الآرامية لغة التخاطب في كل منطقة الشرق الأوسط قبل أن تستبدل بالتدريج باللغة العربية ابتداء من القرن السابع" | قراءة آرامية سريانية للقرآن (كتاب) |

يقترح لوكسنبرغ أن المختصّين يجب أن يبدؤوا من جديد مهملين التعليقات الإسلامية، وأن يستعملوا فقط أكثر الوسائل اللغوية والتاريخية تقدما. لهذا، إن بدت كلمة أو جملة قرآنية بلا معنى بالعربية، أو أن تعطى معنى فقط من خلال استخدام مضني للحدس. فانه من المعقول- كما يقترح- أن تراجع اللغة الآرامية والسريانية إضافة إلى العربية.
يقترح لوكسنبرغ أيضا أن القرآن يعتمد على نصوص أقدم، بالتحديد كتب فصول (كتاب الفصول: كتاب متضمن فصولا من الكتاب المقدس للتلاوة في القدّاس) مستخدمة في الكنائس المسيحية في سوريا، وان تطويع هذه النصوص إلى القرآن الذي نعرفه اليوم كان عملا تطلب عدة أجيال.
تبيان طريقة استخدام فقه اللغة التاريخي والمقارن (الفيلولوجيا)
- تبين إن كان من الممكن إيجاد تفسير معاين ومعقول في تفسير الطبري.
- تبين إن كان هناك تفسير معقول في قاموس اللسان، القاموس الاشمل في اللغة العربية (تاريخ القاموس سابق للطبري، ولذلك قد يحتوي مواد جديدة)
- تبين إن كان التعبير العربي يحتوي على جذر مجانس في السريانية والآرامية بمعنى مختلف ويكون ملائما للمحتوى.
- قدّر إن كان معنى الجذر الآرامي \ السرياني من الممكن أن يعطي معنى معقولا أكثر للفقرة
- تبين إن كان هناك كلمة سريانية من الممكن أن تعطي معنى معقولا للفقرة
- جرّب باستخدام وضع علامات تشكيل (حركات) (والتي توضح أصوات العلة..الخ) مختلفة عن التي وضعت في النص المبكر، الرسم. فلربما هنالك نوع من الرسم سيؤدي إلى إيجاد كلمة عربية لها معنى معقول في النص.
- ان لم يكن هنالك كلمة عربية من الممكن أن تفيدنا لفهم النص، اعد التجربة باستخدام كلمات سريانية.
- ترجم العبارة العربية إلى السريانية وارجع إلى الأدبيات السريانية لإيجاد جملة من الممكن ان تكون قد ترجمت حرفيا إلى العربية، المعنى الأصلي في السريانية من الممكن أن يعطي معنى معقولا أكثر من العبارة العربية المتحصّلة (العبارات المترجمة بهذه الطريقة تسمى نحلا مرفلوجيا.
- تبيّن لترى إن كان هنالك عبارة مقابلة في الأدبيات السريانية القديمة، والتي من الممكن ان ان تكون مناظرة لعبارة عربية مفقودة حاليا.
- تبيّن لترى إن كان الحاصل هو تعبير عربي سليم مكتوب كتابة عربية ولكن بإملاء أو تهجّي سرياني syriac orthography.

«المعقول» و«تحكيم العقل» و«إيجاد معنى معقول» لكلمة واحدة يتضمن البحث عن تواجد لنفس الكلمة في فقرات قرآنية أكثر وضوحا، والبحث في النصوص السريانية الطقسية وغير القانونية، والتي نقل بصورة حرفية تقريبا إلى القران.

## استنتاج المؤلف
- الكلمة قرآن هي نفسها مشتقّة من «قريانا» (بكسر القاف) وهو تعبير سرياني من الطقسيات أو الليتورجيا liturgy السريانية والذي يعني «كتاب الفصول lectionary»، كتاب القراءات الطقسيّة. الكتاب (القرآن) يعتبر كتاب فصول آرامي سوري، يحتوي على تراتيل واقتباسات من الكتاب المقدس، خلق للاستعمال في الطقوس المسيحية.

كتاب الفصول هذا ترجم إلى العربية كمجهود إرسالي. ولم يكن المقصود منه بدء ديانة جديدة، ولكن نشر ديانة أخرى قديمة.
- كلمة حور التي لطالما فسرت بأنها تعني عذراء واسعة العين (والتي ستخدم المؤمنين في الجنة)، القرآن (سورة الدخان 54)(سورة الطور 20)(سورة الرحمن 72)(سورة الواقعة 22) هي في الحقيقة تعني أعنابا بيضا. وهو يقول أن أوصاف مسيحية عديدة للجنة تصفها كمكان مليء بالعنب الأبيض النقي. وقد أطلق هذا (الاستنتاج) الكثير من السخرية في الصحافة الغربية، فالانتحاريون ينتظرون نساء جميلات ويحصّلون عنبا أبيض.
- الفقرة القرآنية في سورة النور 31 والتي تأمر النساء أن يغطين أنفسهن (و ليضربن بخمرهن على جيوبهن)، والتي هي إحدى النصوص التي يعتمد عليها تشريع الحجاب، هذه الفقرة في الحقيقة تأمر النساء بأن«يربطن أحزمتهن على خصورهن»
- الفقرة القرآنية في سورة الأحزاب 40 والتي عادة ما تترجم «خاتم النبيين seal of prophets» تعني في الحقيقة «شاهد». وبهذه القراءة لا يكون محمد أعظم الأنبياء، ولكنه فقط شاهد على من أتى قبله منهم.
- ألف القرآن بلغة هجينة عربية-سريانية، والتي هي لغة تجار مكة
- الأخطاء التفسيرية التي ارتكبها المفسرون الأوائل تقترح بالضرورة وجود ثغرة في الإقراء الشفهي للقرآن.

## ردود الفعل على لكسنبرغ
قبل بعض الأكاديميين بحماسة نظرية لكسنبرغ، بينما شعر الآخرون أن طريقته يعيبها الانحياز عبر انتقاء التفسير الذي يخدم طرحه.
وقد أقام الألماني فيسنشافتسكولغ (معهد الدراسات المتقدمة) في برلين عم 2004 مؤتمراً يركز على نظرية لكسنبرغ وشكّلت خلية عمل عالمية للاستمرار في مناقشة الموضوع. وكانت الكثير من المناقشات في المؤتمر ناقدة للكسنبرغ. ووإن كان بعض المختصّين قد أكدوا على أن عمل لكسنبرغ هو قيّم فقط من ناحية أنه ركز الانتباه على النقص في الدراسات القرآنية المعاصرة. ومن مصادر هذا النقص عدم وجود قاموس للغات السامية يبين أصل الكلمات اللغوي ويوافق المقاييس العصرية الأشد تشدداً.
مؤتمر آخر أقيم عام 2005 في جامعة نوتردام بعنوان (نحو قراءة جديدة للقرآن) جمع عدداً من الذين أبدوا قبولاً لأسلوب لكسنبرغ.
في المقابل، تعرضت فرضيات وأطروحات لكسنبرغ لنقد لاذع من قبل العلماء والمتخصصين. فقد وصف ريتشارد كروس Richard Kroes لكسنبرغ بأن عمله يدل على جهله بأدبيات الموضوع وأن ما يفعله لكسنبرغ إنما هو بدافع تبريري مسيحي، كما أن فرانسوا دي بلو François de Blois أشار إلى كم الأخطاء النحوية الكبير في عمل لكسنبرغ وإلى محدودية معرفته باللغة السريانية ووصف عمله بأنه عمل هاو ٍ وليس عملاً علمياً. وهو أيضاً ما وُصف به عمل لكسنبرغ من قبل البروفسورة باتريشيا كرون Patricia Crone. وقد قدم الدكتور وليد صالح من جامعة تورنتو الكثير من النقاط التي تفنّد فرضيات لكسنبرغ.